# Orden der Württembergischen Krone

Großkreuz an der Schärpe

Der Orden der Württembergischen Krone war der württembergische Haus- und Verdienstorden, der als Zeichen Königlichen Wohlwollens sowie als Anerkennung für Militär- und Zivilverdienste verliehen werden konnte.
Mit dem Thronverzicht König Wilhelms II. von Württemberg am 30. November 1918 wurde der Orden der Württembergischen Krone zu einem bis heute bestehenden einklassigen (ehemaliges Großkreuz für Mitglieder der königlichen Familie) Hausorden der nunmehrigen Familie der Herzöge von Württemberg.

## Geschichte

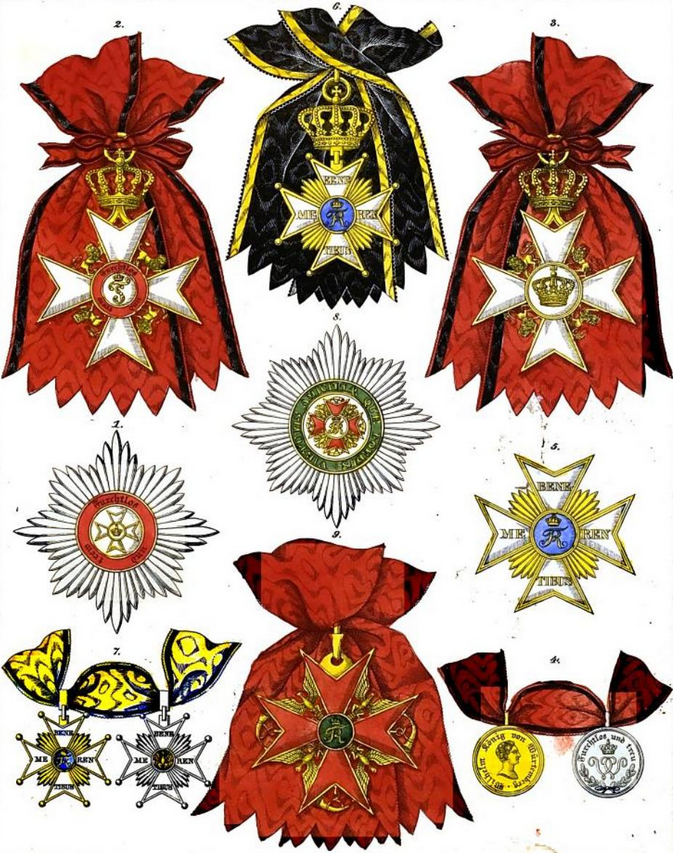
Die Ordensdekoration des Ordens der Württembergischen Krone (1, 2, 3), die Goldene und Silberne Verdienstmedaille (4) und die Vorgängerorden Zivilverdienstorden (5, 6, 7) und Orden des Goldenen Adlers (8, 9)

Der Orden der Württembergischen Krone wurde am 23. September 1818 von König Wilhelm I. gestiftet. Er ersetzte den Orden des Goldenen Adlers, der aus dem 1702 von Herzog Eberhard Ludwig gestifteten Jagdorden hervorgegangen war, sowie den 1806 von König Friedrich gestifteten Zivilverdienstorden.
Der Orden wurde zum Hausorden des Königreichs Württemberg erklärt, seine Ordensdevise lautete „Furchtlos und trew“.
Verliehen wurde er in drei Klassen (absteigend geordnet):
- Großkreuz
- Commandeur
- Ritter
  - Goldene Verdienstmedaille
  - Silberne Verdienstmedaille

Entsprechend den Vorgaben des Zivilverdienstordens sollten die ersten beiden Klassen auf jeweils sechs, die dritte auf 36 Träger („Mitglieder“) beschränkt bleiben, wobei der König als Großmeister Ausnahmen machen konnte.
Durch Statutennachtrag vom 19. September 1870 wurde der Rittergrad in zwei Klassen geteilt. Weiter wurde bestimmt, dass der Orden für Kriegsverdienste in allen Klassen mit zwei gekreuzten goldenen Schwertern verliehen werden kann. 1892 wurden die Statuten erneut geändert. Der Orden bestand aus fünf Klassen (absteigend geordnet):
- Großkreuz
- Komtur mit Stern
- Komtur
- Ehrenkreuz
- Ritter auch als besondere Auszeichnungen mit goldenen Löwen, seit 1864 auch mit Krone
  - Goldene Verdienstmedaille
  - Silberne Verdienstmedaille (seit 1892 entfallen)

Souveräne und Mitglieder der königlichen Familie erhielten das Großkreuz in einer Sonderform, bei der der Bruststern im Mittelfeld schwarz emailliert ist. Bis 1913 war für württembergische Untertanen mit der Verleihung einer der ersten vier Klassen des Ordens die Erhebung in den persönlichen, nicht vererbbaren Adel verbunden. Die Inhaber erhielten zu ihrem bürgerlichen Namen den Zusatz „Ritter von“ und konnten sich in die Adelsmatrikel eintragen lassen.

## Insignien

### Kleinod

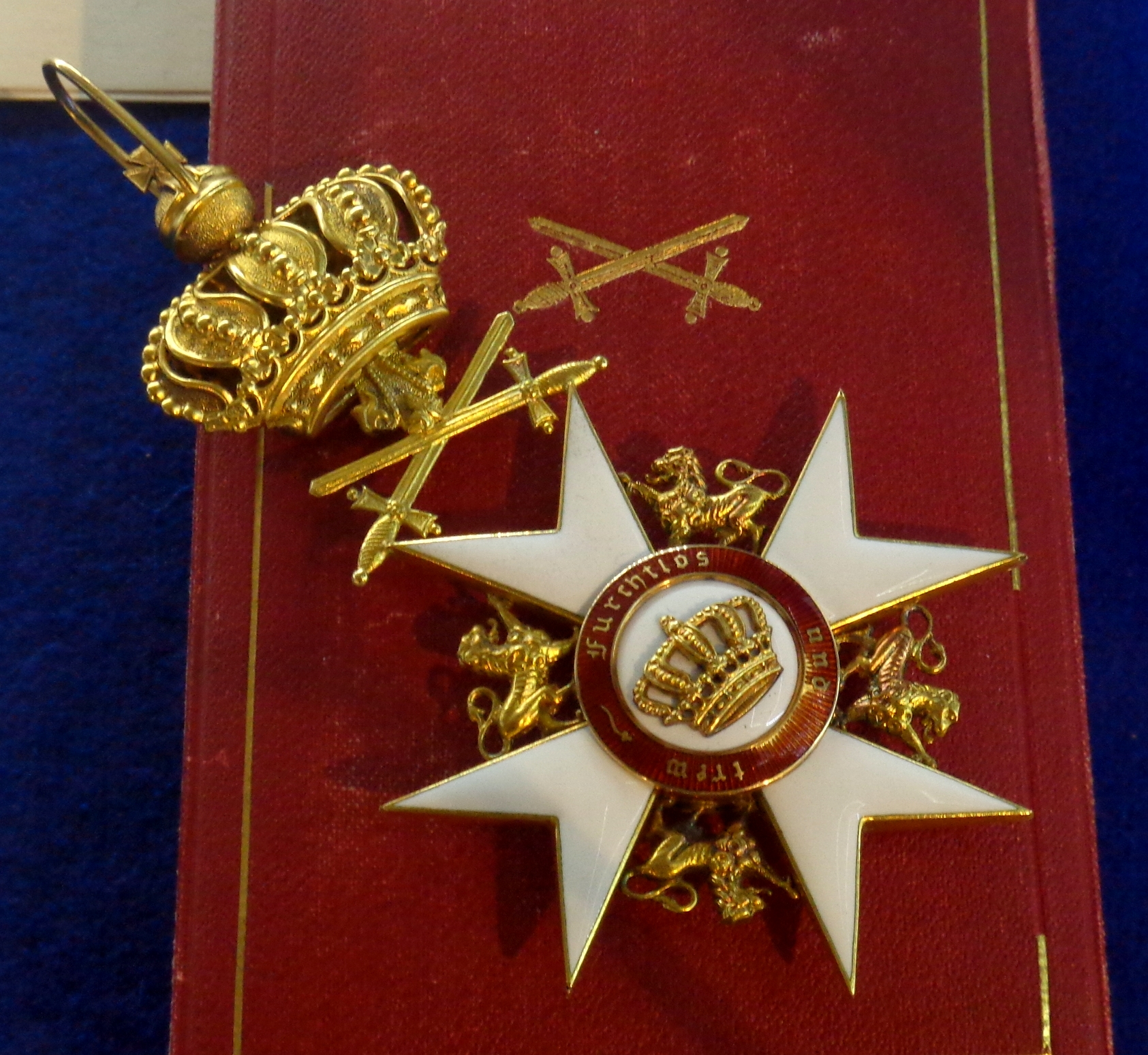
Großkreuz mit Schwertern

Das Ordenskreuz ist ein weiß emailliertes Malteserkreuz mit goldenen gegenständigen Löwen in den Kreuzwinkeln. Die Löwen sind beim Großkreuz und Komtur immer vorhanden, beim Ritter nur als besondere Auszeichnung. Am oberen Kreuzarm ist mittels zweier goldener Bänder eine goldene Krone befestigt, an der – außer beim Ehrenkreuz in Steckform – das Band hängt. Das Medaillon zeigt auf der Vorderseite umlaufend golden auf blau die Devise, in der Mitte die goldene Initiale König Friedrich I. mit Krone, auf der Rückseite eine goldene Krone, jeweils auf rotem Grund. Alle Stufen konnten seit 1866 mit Schwertern verliehen werden. Mit der Statutenänderung von 1890 wurden die Schwerter bei Verleihung einer höheren Klasse übertragen. Seit 1892 wurde die niedrigste Stufe (1870–1886 Ritterkreuz II. Klasse, danach Ehrenkreuz) auch als besondere Auszeichnungen mit goldenen Löwen, seit 1894 auch mit Krone verliehen.

### Sterne

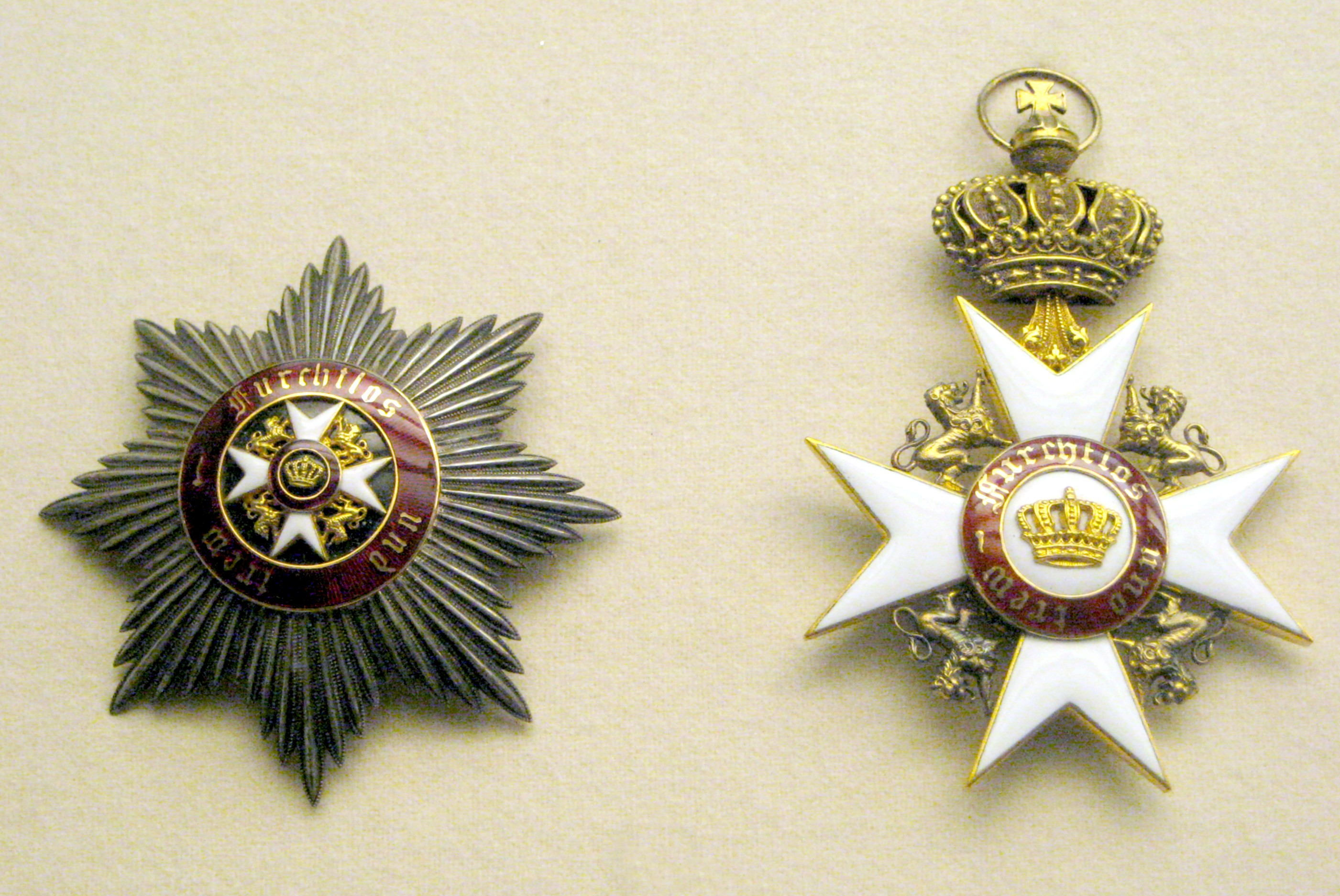
Bruststern und Kreuz des Ordens der Württembergischen Krone für Souveräne

Das Großkreuz ist ein silberner achtstrahliger Stern, in dessen Mitte das verkleinerte Kreuz in einem Medaillon mit umlaufender Devise befestigt ist. Souveräne erhielten den Stern in Gold.
Der Komtur (seit 1889 nur mehr der Komtur mit Stern) hat einen vierstrahligen silbernen Stern, dessen Strahlen durch die Kreuzwinkel gehen.

### Band
Das Band des Ordens ist karmesinrot mit schwarzen Randstreifen und karmesinroter Bordierung. Mitglieder regierender Häuser erhielten das Band des Großkreuzes in Scharlachrot.

## Verleihung
Bis etwa zur Jahrhundertwende wurden die Ordensinhaber in den Württembergischen Staatshandbüchern aufgeführt. Danach sind die Verleihungszahlen schwer zu ermitteln. Im Ersten Weltkrieg wurden verliehen:
- Goldene Verdienstmedaille: 141
- Ritterkreuz mit Schwertern: insgesamt etwa 350
- Ritterkreuz mit Schwertern und Löwen: 80
- Ehrenkreuz mit Schwertern: etwa 160
- Komtur mit Schwertern: 75
- Komtur mit Stern und Schwertern: 6
- Großkreuz mit Schwertern: 6

Als außerordentliche Stufe wurde das Großkreuz in Brillanten 1871 an Reichskanzler Otto von Bismarck verliehen.
Die Söhne des Königs erhielten den Hausorden mit dem siebten, alle übrigen Prinzen des Hauses Württemberg mit dem vierzehnten Lebensjahr.